# 마레크 쿠흐친스키

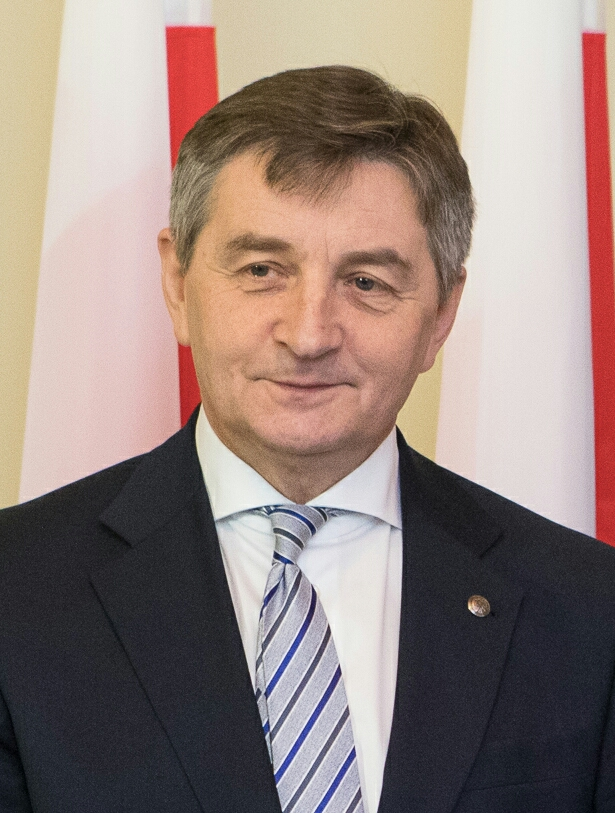
마레크 쿠흐친스키

마레크 타데우시 쿠흐친스키(폴란드어: Marek Tadeusz Kuchciński, 1955년 8월 9일 ~ )는 폴란드의 정치인이다.
2015년부터 2019년까지 국회의장을 역임했으며, 이전에는 국회부의장, 법과 정의 원내교섭단체 대표직을 역임한 바 있다. 2001년 이래 국회의원인 그는 루블린 요한 바오로 2세 가톨릭 대학교에서 미술사를 공부했으나 졸업하지는 않았다. 그는 부인과의 슬하에 세 자녀를 두고 있다.

## 역대 선거 결과
| 선거명      | 직책명                         | 대수 | 정당      | 득표율 | 득표수   | 결과         | 당락                   |
| ----------- | ------------------------------ | ---- | --------- | ------ | -------- | ------------ | ---------------------- |
| 2001년 선거 | 하원의원 (프셰미실 제22선거구) | 4대  | 법과 정의 | 1.58%  | 4,741표  | 비례대표 1번 | 프셰미실 하원의원 당선 |
| 2005년 선거 | 하원의원 (프셰미실 제22선거구) | 5대  | 법과 정의 | 5.88%  | 16,061표 | 비례대표 2번 | 프셰미실 하원의원 당선 |
| 2007년 선거 | 하원의원 (프셰미실 제22선거구) | 6대  | 법과 정의 | 10.62% | 35,060표 | 비례대표 1번 | 프셰미실 하원의원 당선 |
| 2011년 선거 | 하원의원 (프셰미실 제22선거구) | 7대  | 법과 정의 | 7.76%  | 23,128표 | 비례대표 1번 | 프셰미실 하원의원 당선 |
| 2015년 선거 | 하원의원 (프셰미실 제22선거구) | 8대  | 법과 정의 | 10.57% | 34,558표 | 비례대표 1번 | 프셰미실 하원의원 당선 |
| 2019년 선거 | 하원의원 (프셰미실 제22선거구) | 9대  | 법과 정의 | 15.68% | 61,262표 | 비례대표 1번 | 프셰미실 하원의원 당선 |
| 2023년 선거 | 하원의원 (프셰미실 제22선거구) | 10대 | 법과 정의 | 11.43% | 50,519표 | 비례대표 1번 | 프셰미실 하원의원 당선 |

## 같이 보기
- 폴란드의 정당
- 2015년 폴란드 총선